# ERO1LB
Protein beta giống ERO1 (tiếng Anh: ERO1-like protein beta) là protein ở người được mã hóa bởi gen ERO1LB.

## Tương tác
ERO1LB có khả năng tương tác với P4HB.